# Love Yourself: Tear
A Love Yourself 轉 ‘Tear’ a BTS dél-koreai fiúegyüttes 2018. május 18-án megjelent harmadik stúdióalbuma, 11 dallal. Az albumhoz 4 különböző, fizikális verzió tartozik: Y, O, U, R. A Tear a Love Yourself 承 ‘Her’ nevű középlemezük folytatása.

## Háttér és reklám
A Love Yourself 承 ‘Her’ nevű középlemez folytatása. Még 2018. április 14-én megjelent egy, a sorozathoz tartozó kisfilm, a Theme of Love Yourself 'Wonder', Dzsongguk (Jungkook) előadásában.[forrás?] Május 6-án került fel a YouTube-ra az előzetes, szintén egy videóklip, a Singularity, amelyben V énekel. A koncepciófotókat a BigHit május 8-án és 10-én tette közzé a Twitter-en. A számlista május 13-án került nyilvánosságra.
Két órával az album megjelenése előtt az együttes élőben jelentkezett Los Angelesből a V Appon keresztül.[forrás?]
Az együttest a Billboard Music Awardson jelölték a 'Top Social Artist' kategóriában, amelyet meg is nyertek. Május 20-án szintén ugyanitt debütáltak az albummal és a Fake Love-ot is előadták.[forrás?]
Május 24-én a Mnet által szervezett élő fellépést világszerte közvetítették a Youtube-on.[forrás?]
Az együttes 2018 augusztusában indult a Love Yourself világturnéra.[forrás?]

### A dalok háttere
- A 134340 a Plútó nevű törpebolygó száma. A dal alapjául a bolygó lefokozásának története, valamint Plútó (Hádész) és Proserpina (Perszephoné) története szolgál.[forrás?]
- A Magic Shop című számukat egy amerikai professzor, James R. Doty könyve, A varázsbolt inspirálta.[10][11]
- Anpanman egy japán rajzfilm figura, neve magyarul Babsütit jelent, és Japánban az egyik legismertebb és legkedveltebb sorozat.[12] Az egyik leggyengébb szuperhősnek tartják, mivel egyetlen szuperképessége az, hogy meg tudja etetni az éhezőket. Ennek ellenére mindig legyőzik a gonoszokat, még ha nem is egy legyőzhetetlen és tökéletes ember. A hős esendősége ihlette meg az együttest.[forrás?]

## Videóklipek
Május 14-én és 16-án jelent meg a Fake Love-hoz tartozó két előzetes a YouTube-on és a V App-on. A Fake Love videóklipje 18-án jelent meg az albummal egy időben. A Fake Love hosszabb változata június elsején jelent meg.

## Számlista[17][18]
| 1.    | Intro: Singularity                                                                                         | Charlie J. Perry RM                                                             | Charlie J. Perry          | 3:14 |
| 2.    | Fake Love                                                                                                  | Pdogg "hitman" bang RM                                                          | Pdogg                     | 4:02 |
| 3.    | 전하지 못한 진심 (ft. Steve Aoki) (Csonhadzsi mothan csinsim (Jeonhaji mot-han jinsim) / The Truth Untold) | Steve Aoki Roland Spreckley Jake Torrey Noah Conrad Annika Wells RM Slow Rabbit | Steve Aoki                | 4:02 |
| 4.    | 134340 | Pdogg ADORA Bobby Chung RM Martin Luke Brown Orla Gartland SUGA J-hope          | Pdogg                     | 3:49 |
| 5.    | 낙원 (Nagvon (Nagwon) / Paradise)                                                                          | lophiile MNEK RM Szng Dzsegjong ( Song Jae-kyung ) SUGA J-hope                  | lophiile                  | 3:30 |
| 6.    | Love Maze                                                                                                  | Pdogg DJ Swivel Candace Nicole Sosa RM SUGA J-hope Bobby Chung ADORA            | Pdogg                     | 3:40 |
| 7.    | Magic Shop                                                                                                 | Jungkook Hiss noise RM DJ Swivel Candace Nicole Sosa ADORA J-hope SUGA          | Jungkook Hiss noise ADORA | 4:36 |
| 8.    | Airplane pt. 2                                                                                             | Pdogg RM Ali Tamposi Liza Owens Roman Campolo "hitman" bang SUGA J-hope         | Pdogg                     | 3:39 |
| 9.    | Anpanman                                                                                                   | Pdogg Supreme Boi "hitman" bang RM SUGA Jinbo                                   | Pdogg                     | 3:54 |
| 10.   | So What | Pdogg "hitman" bang ADORA RM SUGA J-hope                                        | Pdogg                     | 4:44 |
| 11.   | Outro: Tear                                                                                                | DOCSKIM Sin Mjongszu ( Shin Myung-soo ) SUGA RM J-hope                          | DOCSKIM                   | 4:45 |
| 43:59 | |                                                                                 |                           |      |

## Díjak, jelölések, sikerek

### Heti
| Lista                             |                      | Hét         | Hely | Ref.   |
| --------------------------------- | -------------------- | ----------- | ---- | ------ |
| Billboard Hot 100                 | Fake Love            | 2018.06.02. | 10   | [ 19 ] |
| Billboard 200                     | Love Yourself 'Tear' | 2018.06.02. | 1    | [ 20 ] |
| Top 100 Artists Chart (Billboard) | BTS                  | 2018.06.02. | 1    | [ 21 ] |
| Billboard Hot 100                 | Fake Love            | 2018.06.09. | 51   | [ 22 ] |
| Billboard 200                     | Love Yourself 'Tear' | 2018.06.09. | 6    | [ 22 ] |
| Top 100 Artists Chart (Billboard) | BTS                  | 2018.06.09. | 2    | [ 23 ] |
| Billboard Hot 100                 | Fake Love            | 2018.06.16. | 48   | [ 24 ] |
| Billboard 200                     | Love Yourself 'Tear' | 2018.06.16. | 14   | [ 22 ] |
| Top 100 Artists Chart (Billboard) | BTS                  | 2018.06.16. | 4    | [ 25 ] |
| Billboard Hot 100                 | Fake Love            | 2018.06.23. | 71   | [ 26 ] |
| Billboard 200                     | Love Yourself 'Tear' | 2018.06.23. | 20   | [ 22 ] |
| Top 100 Artists Chart (Billboard) | BTS                  | 2018.06.23. | 6    | [ 27 ] |
| Billboard Hot 100                 | Fake Love            | 2018.06.30. | 65   | [ 28 ] |
| Billboard 200                     | Love Yourself 'Tear' | 2018.06.30. | 27   |        |
|                                   |                      | 2018.06.30. |      |        |
| Billboard Hot 100                 | Fake Love            | 2018.07.07. | 76   |        |
| Billboard 200                     |                      |             |      |        |
|                                   |                      |             |      |        |
| Billboard 200                     |                      |             |      |        |

### RDMA2018[29]
Radio Disney Music Awards
| Díj                                                                  |            |
| -------------------------------------------------------------------- | ---------- |
| Best Dou/Group (Legjobb duó/együttes)                                | megnyerték |
| Fiercest Fan (Legádázabb rajongók)                                   | megnyerték |
| Best Song That Makes Yous Smile (A legjobb zene, ami megmosolyogtat) | megnyerték |
| Best Dance Track (Legjobb dal, amire táncolsz)                       | megnyerték |

|                   | Helyezés | Referencia    |
| ----------------- | -------- | ------------- |
| Music Bank        | 1. hely  | [ 30 ]        |
| Music Core        | 1. hely  | [ 31 ]        |
| SBS Inkigayo      | 1. hely  | [ 32 ]        |
| MBC Show Champion | 1. hely  | [ 33 ]        |
| M COUNTDOWN       | 1. hely  | [ 34 ]        |
| KBS Music Bank    | 1. hely  | [ 35 ] [ 36 ] |
| MBC Music Core    | 1. hely  | [ 37 ]        |